# 서던알프스산맥

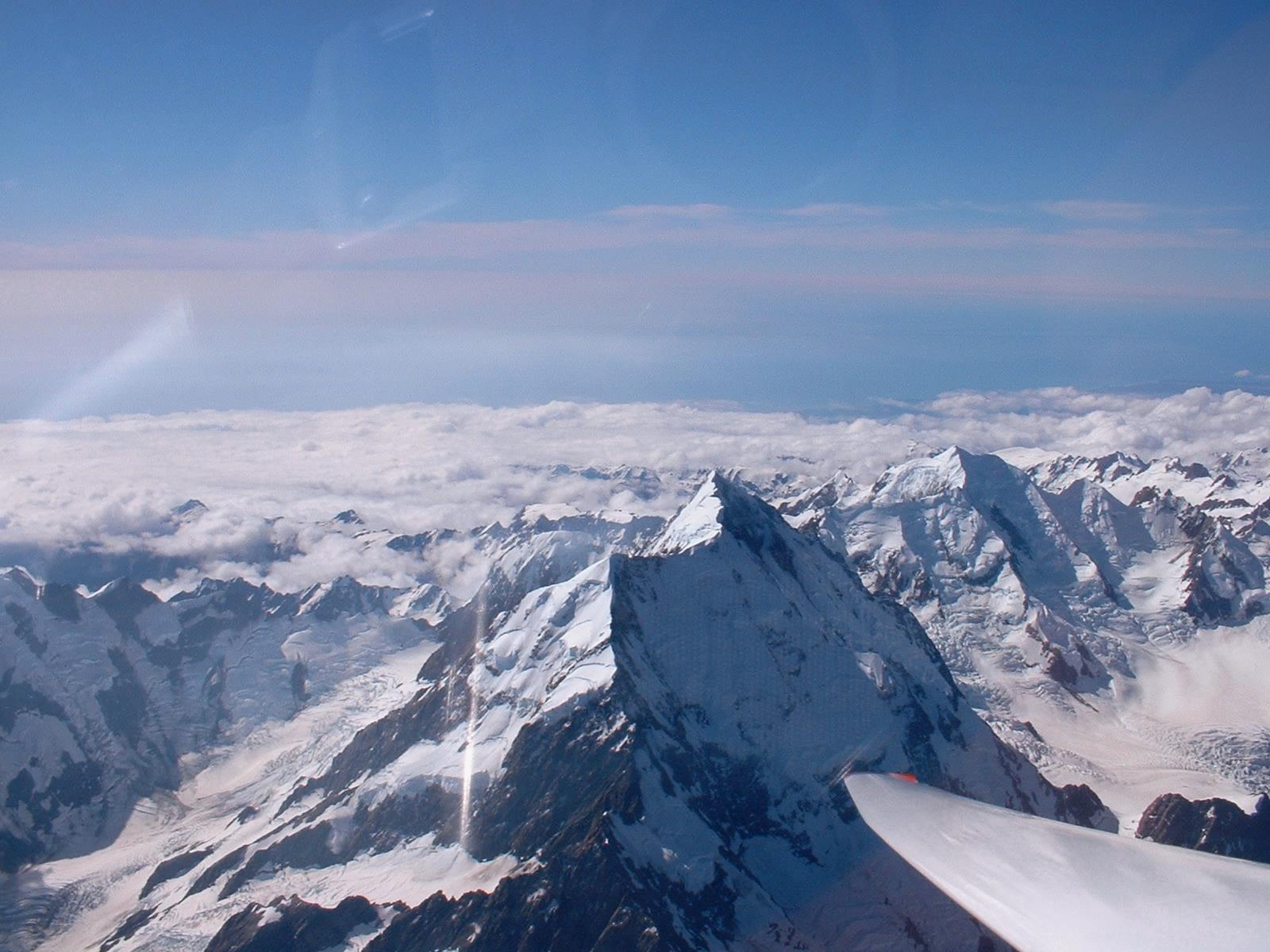
마운트 쿡

서던알프스산맥(영어: Southern Alps)은 뉴질랜드 남섬을 형성하는 "등뼈"에 해당하는 산맥으로 유럽의 알프스산맥과 그 모습이 닮아 서던 알프스라는 이름이 붙여졌다.

## 지리
서던알프스산맥은 남북으로 450km에 걸쳐 뻗어있으며, 최고봉은 쿡산(Mt. Cook)으로 해발 3,754m의 뉴질랜드 최고봉이다. 2위는 어스파이어링산(Mt. Aspiring)으로 3,033m이다. 아오라키 마운트쿡 국립공원과 웨스트랜드 국립공원, 마운트 어스파이어링 국립공원, 피오르드랜드 국립공원이 있다.